# Jurij Mihajlovics Luzskov
Jurij Mihajlovics Luzskov (oroszul: Юрий Михайлович Лужков; Moszkva, 1936. szeptember 21. – München, Németország, 2019. december 10.) orosz politikus, Moszkva polgármestere (1992–2010).

## Élete
1953-ban érettségizett, majd 1958-ban olajmérnöki diplomát szerzett és évtizedeken át ezen a területen dolgozott. 1968-ban lett az SZKP tagja és 1975-től kezdett el pártfunkcionáriusként dolgozni.

## Pályafutása
1987-ben Borisz Jelcin javaslatára a Moszkvai Városi Végrehajtó Bizottság elnökhelyettese lett. 1991-ben kinevezték polgármester-helyettessé. Gavriil Popov polgármester 1992-es lemondása után elnöki döntéssel az utóda lett.
A választásokon háromszor is fölényesen győzött:
- 1996 88,5%
- 1999 69,9%
- 2003 74,8%

2010. szeptember 28-án Dmitrij Medvegyev orosz államfő leváltotta a moszkvai polgármesteri posztról. 

### Menesztése után
Ezek után részben külföldön élt, utóbb vidéken mezőgazdasági vállalkozóként lótenyésztéssel foglalkozott, ill. államigazgatási vonalon egyetemi dékán is volt. A nagypolitikában már nem vett részt, noha nem hagyott fel teljes egészében a politizálással, s bár időközben korrupciós vizsgálat is indult ellene, vádemelésre végül nem került sor. 
80. születésnapja alkalmából, 2016-ban Vlagyimir Putyin elnök állami kitüntetésben részesítette.

### Halála és temetése
83 éves korában Münchenben halt meg szívinfarktusban, műtéti komplikáció következtében. Temetésére 2019 decemberében pravoszláv egyházi rítus szerint került sor a Megváltó Krisztus katedrálisban (Moszkva egyik legfőbb temploma). Az előkelő Novogyevicsi temetőben helyezték végső nyugalomra.